# Маленькие недоразумения
«Маленькие недоразумения» (другое название: «Котик-Мотик») — советский кукольный мультфильм 1970 года, снятый Валентином Караваевым по пьесе Збигнева Поправского «Котик Мотик» на студии ТО «Экран».

## Сюжет
Мультфильм о Котике-Мотике, его проказах и играх с котёнком Тимотиком, воробьями и паном Бульдоговичем.

## Создатели
- Автор сценария, режиссёр: Валентин Караваев
- Оператор: Иосиф Голомб
- Художник-постановщик: Харяс Сафиулин
- Композитор: Владимир Шаинский
- Текст песен: Юрий Энтин
- Звукооператор: В. Силаев
- Монтажёр: Ольга Ульянова
- Ассистент режиссёра: М. Коваленская
- Ассистент оператора: В. Струков
- Роли озвучивали: Маргарита Корабельникова, Мария Виноградова, Зинаида Нарышкина, Тамара Дмитриева, Ольга Громова, А. Юрьев
- Редактор: Валерия Коновалова
- Директор картины: В. Родина

## Издания
В 2006 году киновидеообъединение «Крупный план» выпустило отреставрированную версию мультфильма на DVD (издание «Кошки-мышки. Сборник мультфильмов»).